# André Van Eeghem
André Van Eeghem (Brugge, 4 juli 1909 - na 1997) was een Belgisch kunstschilder en hofbouwkundige.

## Levensloop
Van Eeghem was een zoon van de hofbouwkundige, politicus en kunstschilder Benoît Van Eeghem. Hij trouwde in 1931 met Irène Maeyaert en ze gingen in Assebroek wonen, terwijl ze in de binnenstad een bloemenwinkel uitbaatten (1932-1962), onder het Belfort, achter de Hallen in de Oude Burg.
Hij volgde zijn vader op als hofbouwkundige en specialiseerde zich in de orchideeënkweek. Zijn tuin lag in de Astridlaan, naast zijn woning.
Hij volgde ook zijn vader op als kunstschilder. Hij liep school in de Academie voor Schone Kunsten Brugge en volgde er de lessen van Georges De Sloovere, Emile Rommelaere, Jules Fonteyne, Karel Poupaert en Huib Hoste. Hij schilderde vooral bloemstukken en verder portretten, landschappen en stadsgezichten. Begin de jaren zeventig schilderde hij in Spanje en Zuid-Frankrijk.
Meer dan zijn vader nam hij deel aan tentoonstellingen, vooral in Brugge, maar ook in Luik, Middelkerke, Aalsmeer enz. In 1991 werd in de Brugse stadshallen een retrospectieve tentoonstelling georganiseerd.